# Folies
Folies település Franciaországban, Somme megyében. Lakosainak száma 154 fő (2022. január 1.). Folies Arvillers, Beaufort-en-Santerre, Bouchoir, Le Quesnel, Rouvroy-en-Santerre és Warvillers községekkel határos.

## Népesség
A település népességének változása:
| Lakosok száma | 132  | 139  | 143  | 146  | 149  | 156  | 157  | 157  | 154  |
|               | 2013 | 2015 | 2016 | 2017 | 2018 | 2019 | 2020 | 2021 | 2022 |